# Крапец (река)
Вижте пояснителната страница за други значения на Крапец.
Крапец е река в Северна България, област Ловеч – община Ловеч и Област Габрово – община Севлиево, ляв приток на река Росица (влива се в опашката на язовир „Александър Стамболийски“. Дължината ѝ е 34 km.
Река Крапец извира под името Дипчинско дере от Микренски височини, на 583 m н.в., в местността „Текето“, на 2,8 km западно от с. Ряховците, община Севлиево. По цялото си протежение тече в тясна и дълбок всечена долина. В началото тече на запад, навлиза в Ловешка област, при село Малиново завива на север, след язовир „Крапец“ – на изток и отново се връща в Габровска област. Влива се отляво в река Росица, в опашката на язовир „Александър Стамболийски“, на 191 m н.в.
Площта на водосборния басейн на Крапец е 140 km2, което представлява 6,2% от водосборния басейн на Росица.
По течението на реката в Община Ловеч има само едно населено място – село Малиново.
Водите на реката се използват главно за напояване – язовир „Крапец“.

## Топографска карта
- Лист от карта K-35-26. Мащаб: 1 : 100 000.
- Лист от карта K-35-27. Мащаб: 1 : 100 000.